# Fuerza de Defensa Aérea de la República Islámica de Irán
La Fuerza de Defensa Aérea de la República Islámica de Irán (persa: نیروی پدافند هوایی ارتش جمهوری اسلامی ایران, Niroo -ye Padafand-e Havaei-ye Artesh-e Jomhuri-ye Eslami-ye Irán) es la rama del servicio de guerra antiaérea del ejército regular de Irán, el Ejército de la República Islámica de Irán (Artesh). Se separó de la fuerza aérea (IRIAF) en 2008 y controla la red de radares militares del país.